# 能量守恒定律

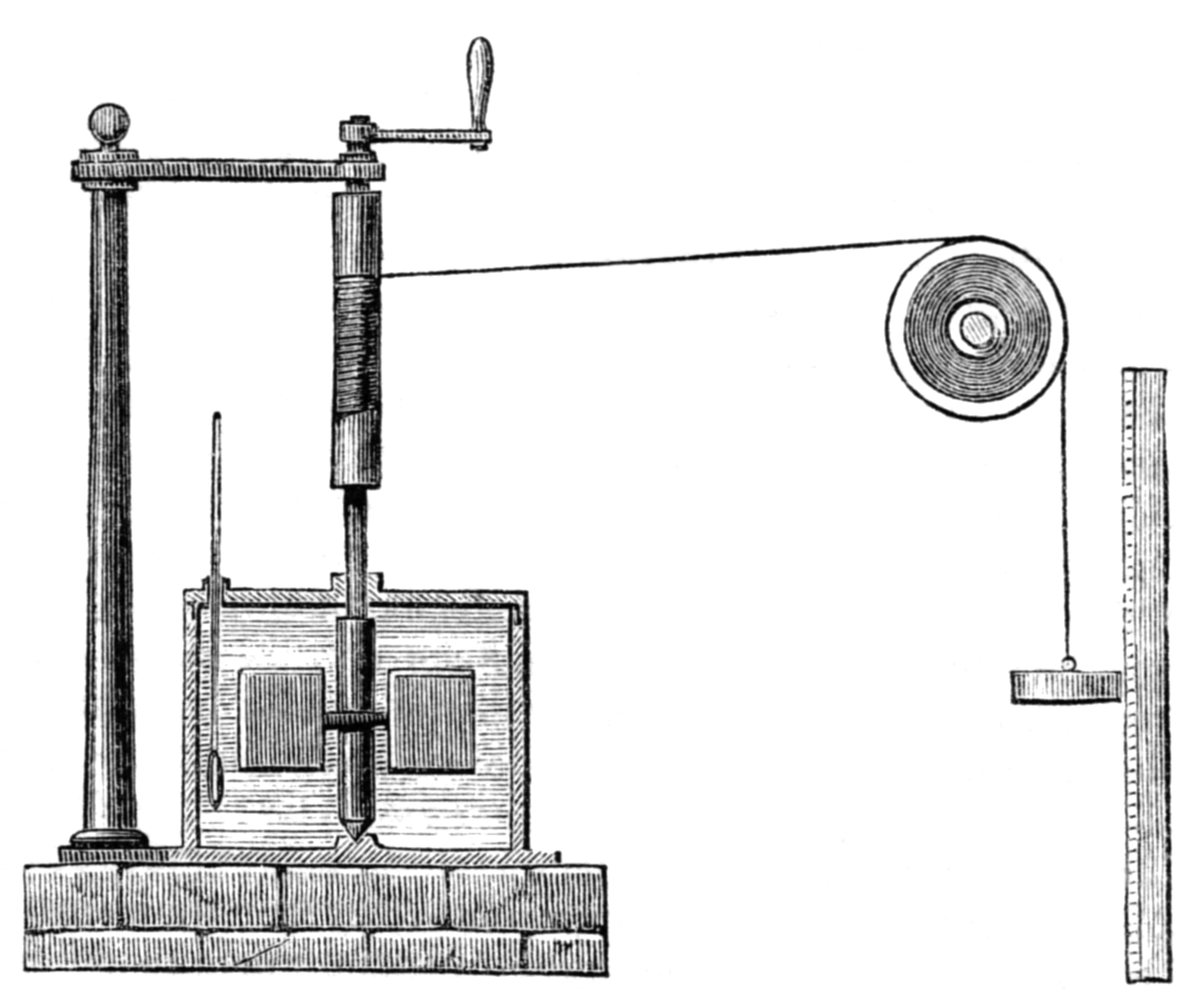
测量热功当量的焦耳装置：緊繫於繩子向下移動的砝碼會使得沉浸於水裏的槳輪轉動。

能量守恒定律（英語：law of conservation of energy）闡明，孤立系统的总能量 {\displaystyle E} 保持不变。大量实验表明:能量既不会凭空消失，也不会凭空产生，它只会从一种形式转化为其他形式，或者从一个物体转移到其他物体，而在转化和转移的过程中，能量的总量保持不变。例如，在炸弹爆炸的过程中，化学能可以转化为动能。
从能量守恒定律可以推导出第一類永动机永远無法實現。没有任何孤立系统能够持續對外提供能量。

## 歷史

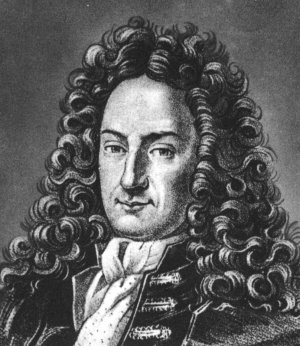
戈特弗里德·莱布尼茨

早從約西元前五百年時，古希腊哲學家泰勒斯就認為在所有物質之中，有某種潛藏的物質會守恆不變化，不過當時泰勒斯當時認為守恆的
物質是水，而這和現在認知的質量或質能都沒有關係，恩培多克勒（490–430 BCE）認為在宇宙是由四元素（氣、水、火、土）組成，「没有一样会增加或是减少。」，不過這些元素會不斷的重組。
1638年時伽利略發表了許多研究，包括著名的單擺的實驗，可以表示為勢能和動能之間不停的轉換。
戈特弗里德·莱布尼茨在1676年至1689年間，首先試著將和運動有關的能量以數學公式表示，莱布尼茨發現在許多力學系統中（有多個質量{\displaystyle m_{i}}，各自的速度為{\displaystyle v_{i}}），只要各質量之間沒有碰撞，以下物理量會守恆：
{\displaystyle \sum _{i}m_{i}v_{i}^{2}}
他將此物理量稱為系統的「活力」。此定律精確的描述了在沒有摩擦力時動能的守恆。當時許多物理學家發現動量守恆，也就是在一個沒有摩擦力的系統中，以下式表示的動量會守恆：
{\displaystyle \,\!\sum _{i}m_{i}v_{i}}
後來發現在適當條件（例如彈性碰撞）時，動能和動量都會守恆。
像約翰·斯米頓、彼得·尤爾特、 卡爾·霍爾茨曼、古斯塔夫-阿道夫·希恩及馬克·塞甘等工程師反對只使用動量守恆定律，他們使用莱布尼茨的公式。而约翰·普莱费尔就指出動能明顯的不平衡，在現在利用熱力學第二定律為基礎，可以得到上述的結果，但在18世紀及19世紀，還不曉得失去的能量去哪裡了。最後大家開始懷疑在有摩擦力時，產生的熱是一種活力的型式。1783年時安托万-洛朗·德·拉瓦锡和皮耶爾-西蒙·拉普拉斯重新確認二種互相競爭的理論：热质说及活力。本杰明·汤普森，伦福德伯爵在1798年觀察到加农炮鋿孔時一直發熱，表示力學的運動可以轉換為熱能，而且（重要的）其轉換是可以量化的，可以預測其發熱量（因此有一個有關熱和能量的通用轉換係數。）「活力」開始稱為energy（能量），第一個提出的是1807年的托马斯·杨。
活力後來又定義為
{\displaystyle {\frac {1}{2}}\sum _{i}m_{i}v_{i}^{2}}

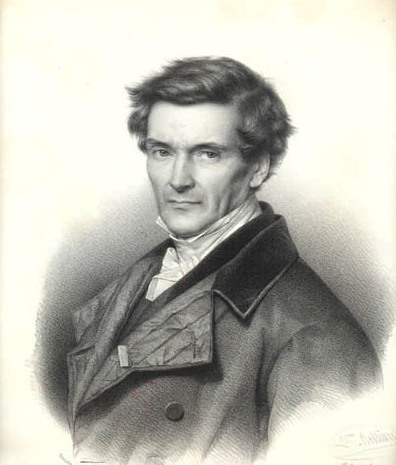
科里奥利

可以用來了解功和動能之間的轉換，這大部份是贾斯帕-古斯塔夫·科里奥利和讓-維克托·彭賽列在1819至1839年之間的貢獻，前者稱之為「quantité de travail」（功的量），後者稱之為「travail mécanique」（力學功）。
1837年時卡尔·弗里德里希·莫尔在歐洲物理期刊發表的《Über die Natur der Wärme》用以下的文字表示能量守恆，是最早期的敘述之一：「在54種已知的化學元素以外，在物理世界中還有一種量稱為Kraft（功或是能）。依照運動、化學親和力、凝聚、電力、光或是磁力的條件不同，這種量可能會出現，也可能會改變為其他形式。」

### 機械能和熱的等效性
在能量守恒定律發展過程中，熱功當量的發現是其中重要的階段。热质说認為熱不會增加也不會減少，而能量守恆定律認為熱和機械能是可以互相轉換的。
在18世紀中，俄國科學家米哈伊爾·瓦西里耶維奇·羅蒙諾索夫提出熱和動能的理論，反對热质说的概念。在分析實驗的結果後，羅蒙諾索夫認為熱不是由热质流體所傳播。
1798年本杰明·汤普森量測了加農炮鏜孔時因摩擦所產生的熱，提供了熱是一種動能形式的概念，其量測結果也反對热质说，不過精確度不夠，因此造成當時的懷疑。

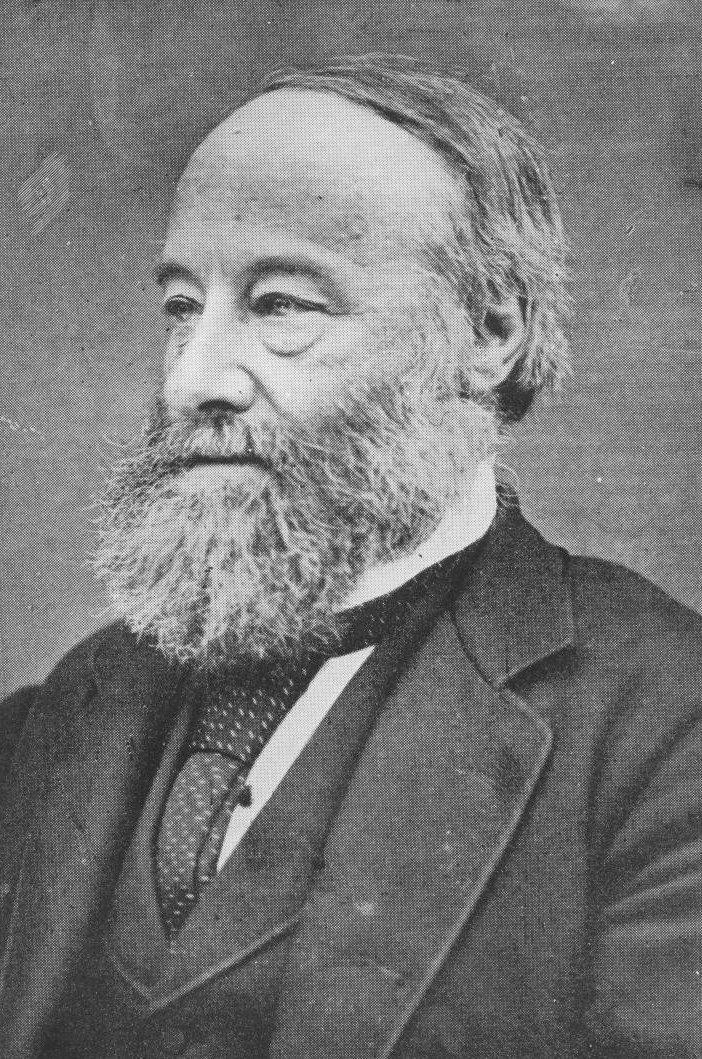
焦耳

機械能和熱等價的概念最早是由德國外科醫師尤利乌斯·冯·迈尔在1842年提出，這是他在去荷屬東印度航行途中發現的，他發現他的病人在天氣較熱時，其血液呈較深的紅色，因為消耗較少的氧氣（也就是較少的能量）來維持體溫。迈尔發現熱和機械能都是能量的形式，在物理知識進步後，他在1845年發表聲明，說明兩者之間的量化關係。
同時，詹姆斯·普雷斯科特·焦耳在1843年藉由一連串的實驗，獨立的發現機械能和熱等價。在著名的「焦耳設備」中，一個漸漸下降的重物連接一個繩子，繩子會使水中的桨旋轉，他證明重物下降減少的重力勢能等於因桨在水中的摩擦力，帶來水內能的增加。
在1840至1843年之間，丹麥工程師路德維格·奧古斯特·柯丁也進行了類似的實驗，但在丹麥以外的國家很少有人知道。
迈尔和焦耳的研究在當時都受到很大的阻力及忽視，不過最後焦耳還是得到較多的認可。
1844年時威廉·罗伯特·格罗夫提出有關機械能、熱能、光、電及磁的關係，處理方式是將它們全部視為單一種「力」（以現在的觀點來看，是能量）的表现，在1874年時格罗夫在《The Correlation of Physical Forces》中提及他的理論。1847年赫尔曼·冯·亥姆霍兹藉著焦耳、尼古拉·卡诺及埃米爾·克拉佩龍的早期研究，得到了和格罗夫類似的結論，發表在《'Über die Erhaltung der Kraft》（保守力）一書中。此次出版代表此定律已得到一般性的認可。
1850年時，威廉·約翰·麥誇恩·蘭金首次使用「熱力學第一定律」來描述此定律。
1877年時，彼得·泰特在有創意的讀了《自然哲学的数学原理》中的命题40和41後，聲稱此定律起源自牛頓。後來這被視為是輝格史的一個例子。

### 質能等價
物質是由原子、電子、中子和質子等粒子所組成，有靜止質量。以19世紀的認知，這類的靜止質量是守恆的，但愛因斯坦在1905年的相對論認為上述的質量對應「靜止能量」，也就是說質量可以轉換為其他等效（非質量）的能量形式，例如動能、勢能及電磁輻射能。當發生上述情形時，靜止質量是不守恆的。只有考慮質量及能量的總能量才會守恆。
像電子和中子都有靜止質量，兩者碰撞後會湮滅，將其質量轉換為光子的電磁輻射能，沒有靜止質量。若這發生在一個封閉系統中，光子及能量都沒有釋放在外界的環境，其總能量或轉換為質量的總質量都不會變化。產生的電磁輻射能恰好和電子和中子的靜止質量相等。相對的，非物質的能量形式也可以產生有靜止質量的物質。
因此能量守恆（總能量，包括靜止能量）及質量守恆（總質量，不止是靜止質量）在相對論下仍然成立，而且是等效的定律，但以19世紀的觀點，這是兩個不同的定律。

### β衰变下的能量守恆
1911年時發現β衰变發射的電子有連續光譜，而不是離散光譜，當時β衰变只是單純由核子中發射一個電子，上述的現象認為看似不符合能量守恆定律。此問題後來在1933年由恩里科·費米用費米相互作用描述β衰变，認為β衰变時除了發射電子，還發射帶有許多能量的反電子微中子，才解決上述的問題。

## 诺特定理
能量守恒是許多物理定律的特徵，以數學的觀點來看，能量守恒是诺特定理的結果。诺特定理可以表述為任一個具有對稱性的物理定律會伴隨一守恆的物理量。若一系統不隨時間改變，其守恆的物理量即為能量。能量守恒定律是時間平移對稱性下的結果。物理定律不隨時間改變的事實也可說明能量守恒定律。
換句話說，若物理系統在時間平移時滿足連續對稱，則其能量（時間的共軛物理量）守恆。相反的，若物理系統在時間平移時無對稱性，則其能量不守恆，但若考慮此系統和另一個系統交換能量，而合成的較大系統不隨時間改變，這個較大系統的能量就會守恆。由於任何時變系統都可以放在一個較大的非時變系統中，因此可以藉由適當的重新定義能量來達到能量的守恆。對於平坦时空下的物理理論，由於量子力學允許短時間內的不守恆（例如正-反粒子對），所以在量子力學中並不遵守能量守恆，而在狹義相對論中能量守恆定律會轉換為質能守恆定律。

## 相對論
在愛因斯坦發現的狹義相對論中，能量是四维动量中的一個分量。一封閉系統若在任意惯性参考系下觀測，這個向量的每一個分量（其中一個是能量，另外三個是動量）都會守恆，不隨時間改變，此向量的長度也會守恆（閔可夫斯基模長），向量長度為單一質點的靜止質量，也是由多質量粒子組成系統的不變質量。
單一具質量粒子的相對論能量包括其靜止質量及其動能。若一質量粒子動能為零（或在靜止參考系中），其能量和其靜止質量或不變質量有關，其關係式即為著名的{\displaystyle E=mc^{2}}。
因此只要觀測者的参考系沒有改變，狹義相對論中能量對時間的守恆性仍然成立，整個系統的能量仍然不變，位在不同参考系下的觀測者會量測的能量大小不同，但各觀測者量到的能量數值都不會隨時間改變。不變質量由能量-動量關係式所定義，是所有觀測者可以觀測到的系統質量和能量的最小值，不變質量也會守恆．而且各觀測者量測到的數值均相同。

## 量子力學
在量子力學中，量子系統的能量由一個稱為哈密顿算符的自伴算符來描述，此算符作用在系統的希爾伯特空間（或是波函數空間）中。若哈密顿算符是非時變的算符，隨著系統變化，其出現概率的測量不隨時間而變化，因此能量的期望值也不會隨時間而變化。量子場論下定域性的能量守恆可以用能量-動量張量運算子配合诺特定理求得。由於在在量子理論中沒有全域性的時間算子，時間和能量之間的不確定關係只會在一些特定條件下成立，和位置和動量之間的不確定關係作為量子力學基礎的本質有所不同（參考不確定性原理）。在每個固定時間下的能量都可以準確的量測，不會受時間和能量之間的不確定關係影響，因此即使在量子力學中，能量守恒也是一個有清楚定義的概念。

## 延伸阅读
- 物理学基础 ISBN 978-7-111-15715-1(课) page170